# Třebívlice (zámek)
Zámek Třebívlice je jednopatrová zámecká budova v obci Třebívlice v okrese Litoměřice. Byl postaven po roce 1837 v klasicistním slohu na místě staršího zbořeného zámku. Objekt je chráněn jako kulturní památka a od roku 1920 v zámecké budově funguje škola. V jedné z budov v areálu zámku je umístěna expozice věnovaná Ulrice von Levetzow.

## Historie

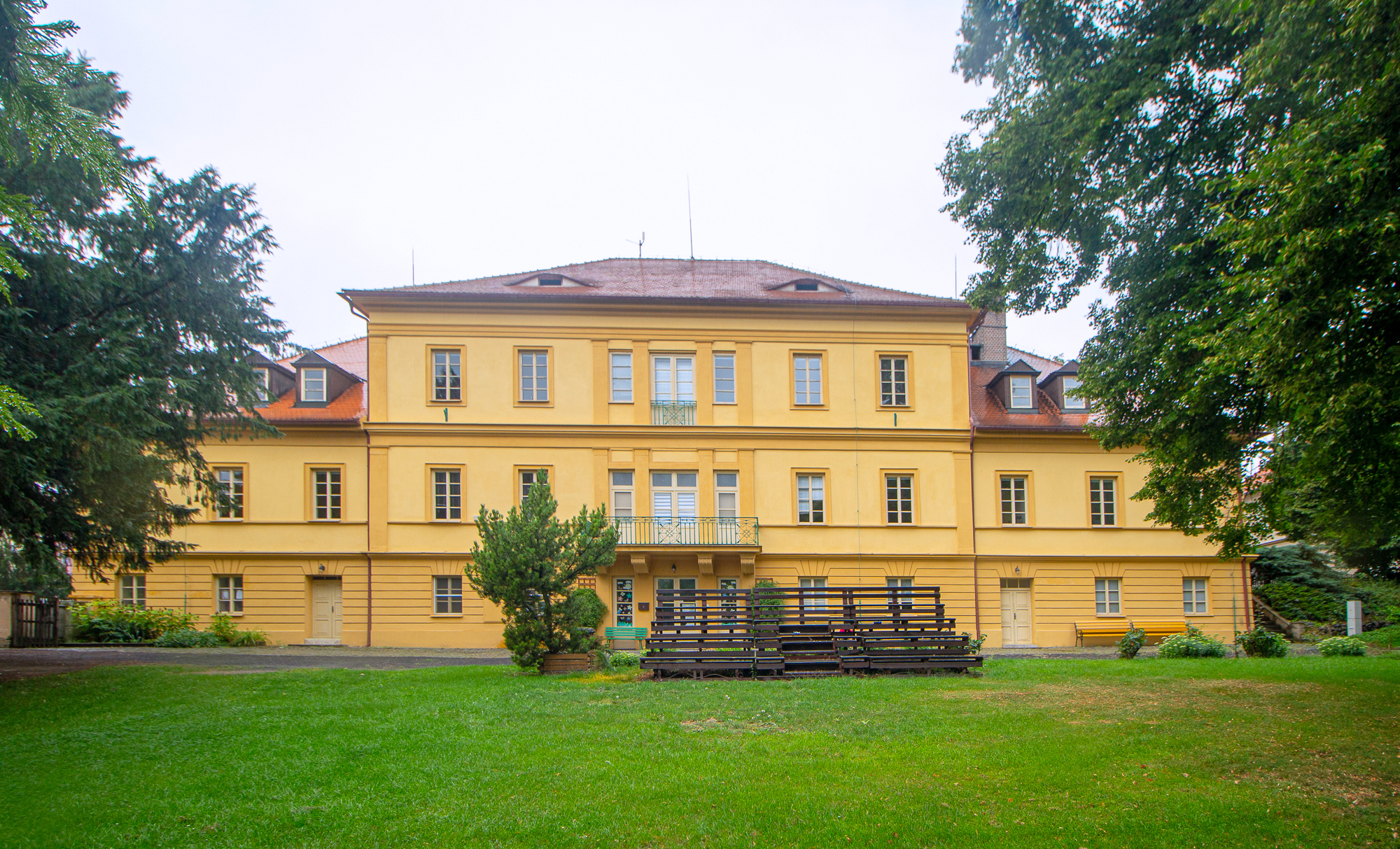
Průčelí s balkonem

Třebívlice byly od 14. století rozděleny mezi více majitelů, kteří se rychle střídali. Na počátku 15. století zde stály dva dvorce a dvě tvrze, ale vzhledem k malému množství dochovaných zpráv je až do roku 1470 nelze rozlišit.

### Horní tvrz

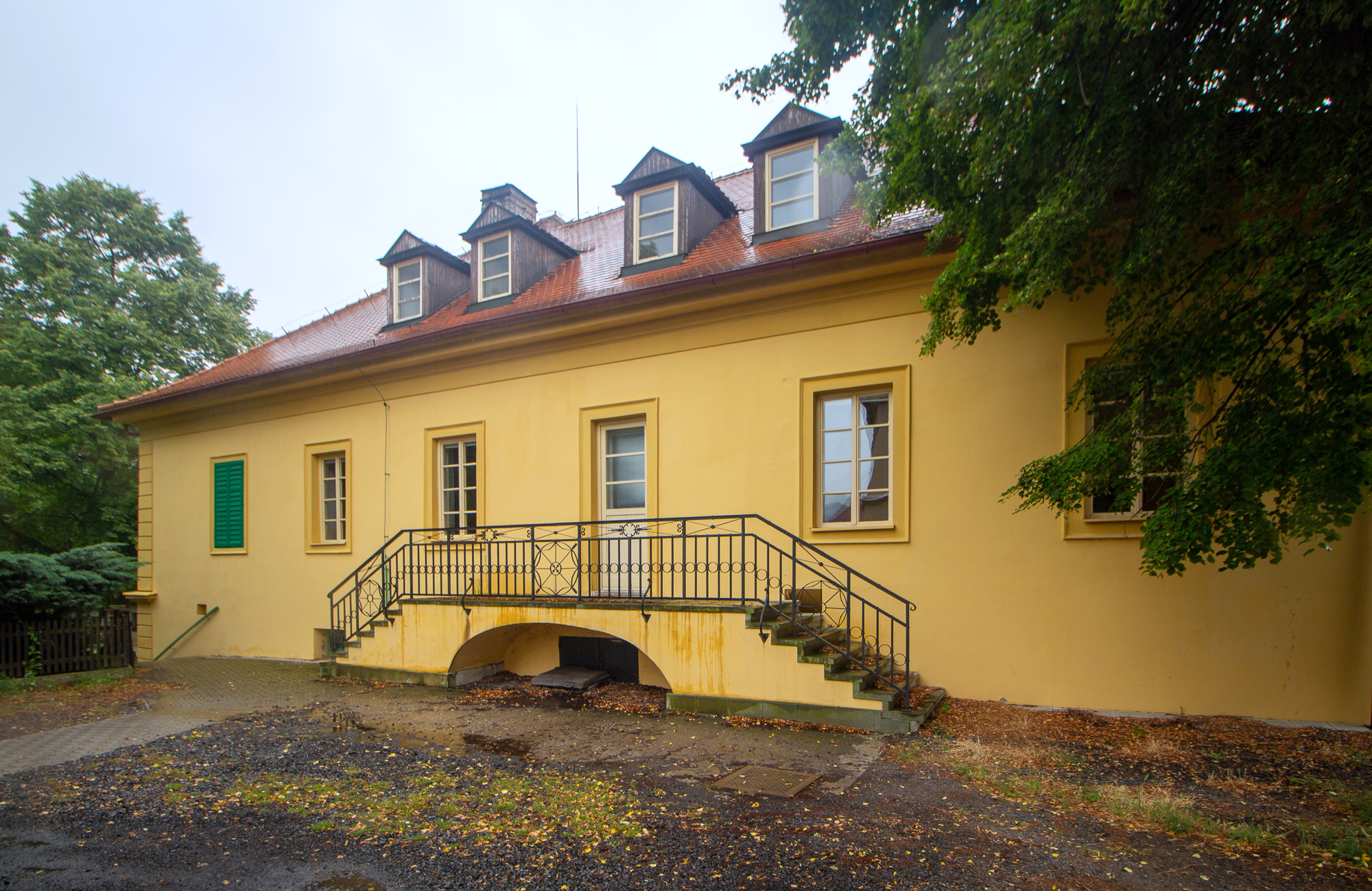
Jedna z budov zámku

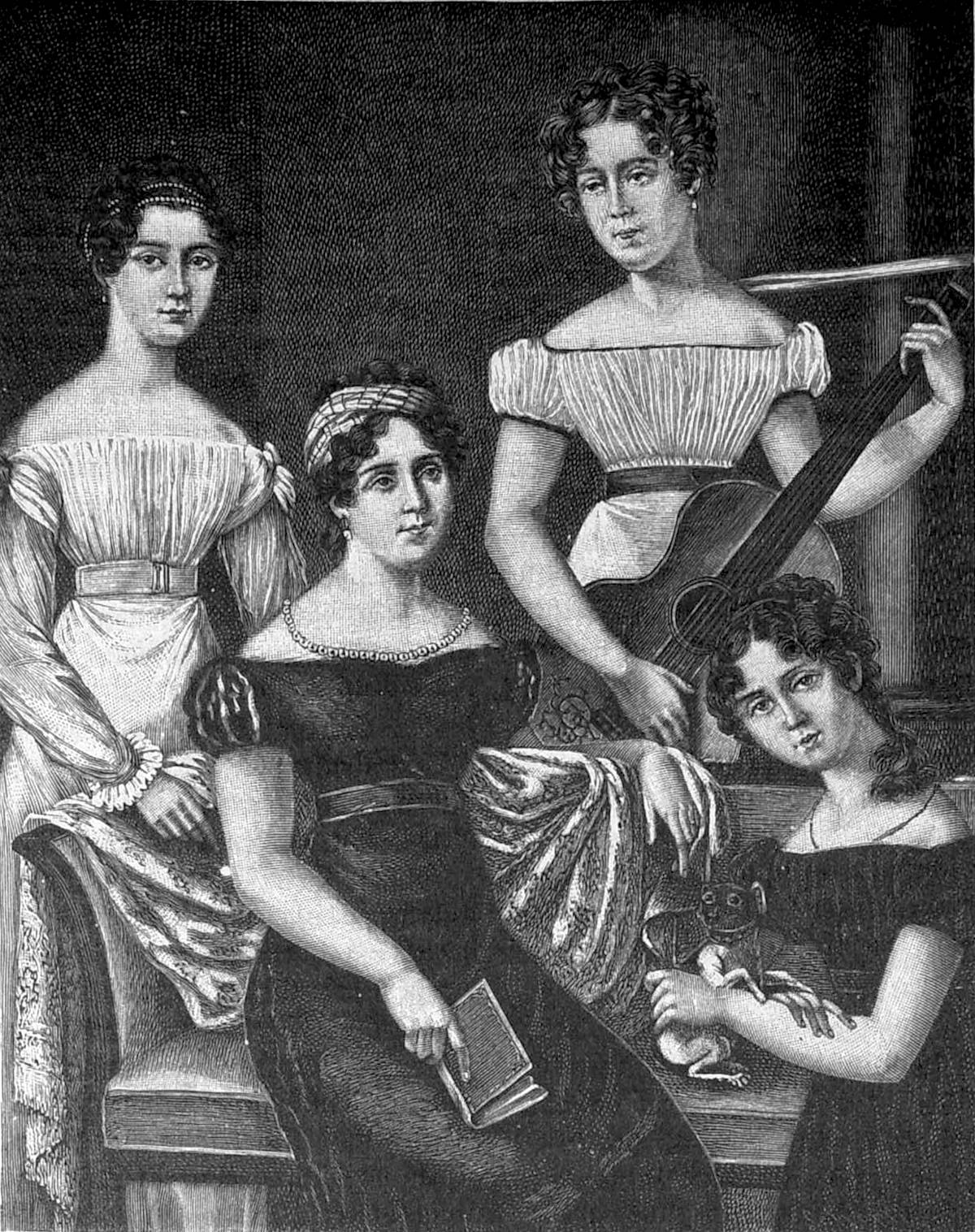
Ulrika von Levetzow s matkou a sestrami (1822)

První písemná zmínka o horní tvrzi pochází z roku 1530, kdy byl jejím majitelem Vojtěch Osterský Kaplíř ze Sulevic. Vzhledem k tomu existuje domněnka, že zmínka o Smilovi ze Sulevic a jeho tvrzi z roku 1406 se vztahuje právě k horní tvrzi. Kaplířové ze Sulevic tvrz drželi až do roku 1560, kdy ji poslední z Vojtěchových synů Purkart prodal Vojtěchovi Údrčskému z Údrče. Jeho část Třebívlic s horní tvrzí zdědil syn Zikmund a když roku 1590 zemřel, zdědila ji dcera Alžběta, která se vdala za Adama Osterského Kaplíře ze Sulevic. Statek přešel na jejich syna Jiřího Bedřicha, který však odešel v roce 1628 se svým strýcem do exilu a později byl nespravedlivě obviněn z účasti na vojenských vpádech saského vojska do Čech v letech 1631 a 1634. Za to mu byl zkonfiskován majetek, který roku 1632 získal Albrecht z Valdštejna. Třebívlice vzápětí přenechal Melicharu Wahlovi z Wahlu. Mezitím byla prokázána nevina již zemřelého Jiřího Bedřicha Kaplíře ze Sulevic a zpustošený majetek byl proto vrácen jeho sestrám Anně Alžbětě a Esteře Kaplířovým. Odolen Věžník, který pojal Annu Albžbětu Kaplířovou za manželku, statek roku 1654 prodal Kryštofu Ferdinandu Popelovi z Lobkovic. Neobývaná tvrz však ještě v 17. století beze stop zanikla.

### Dolní tvrz
Dolní tvrz je poprvé zmiňována v roce 1470, kdy patřila Evanovi z Údrče. Jeden z jeho potomků, Vojtěch Údrčský z Údrče koupil i horní tvrz a jejich panství na krátkou dobu spojil. Jeho synové se roku 1586 rozdělili o majetek. Zikmundovi připadla horní tvrz, zatímco Jiří dostal tvrz dolní. Podle dobového popisu byla nově postavená a opevněná a její součástí byl vinný lis. Podíl třetího syna Václava neznáme. Jiří se zúčastnil stavovského povstání a roku 1622 zemřel. Přesto byl jeho majetek o rok později zkonfiskován dcerám a za 41 tisíc kop míšeňských grošů prodán hejtmanovi císařského vojska v Litoměřicích Janu Ritzovi z Lichtenfeldu, který Jiřího udal. Za jeho správy se panství zadlužilo a roku 1651 je koupil císařský poštmistr Ferdinand Bruger z Grünburgu. Sňatkem s jeho dcerou Annou Jakobinou panství přešlo na tyrolského šlechtice Jana Oldřicha z Klebelsbergu a Thumburgu, který obdržel roku 1660 český inkolát a byl povýšen do českého hraběcího stavu, čímž založil českou rodovou větev. Teprve jeho vnuk, litoměřický hejtman Václav Vojtěch z Klebelsbergu fakticky získal Třebívlice, po něm je dědil poslední mužský potomek této rodové větve, František Josef z Klebelsbergu.[zdroj?] V osmdesátých letech 18. století nechali Klebelsbergové renesanční tvrz přestavět na pozdně barokní zámek.

### Zámek
Barokní zámek dal František Josef z Klebelsbergu[zdroj?] roku 1837 zbořit a na jeho místě postavit jednoduchou klasicistní budovu obdélného půdorysu. V roce 1843 se František Josef z Klebelsbergu oženil s vdovou Amálií von Brosigke-Levetzow, která měla tři dcery z předchozího manželství. Jednou z nich byla Ulrika von Levetzow, známá svým vztahem s Johannem Wolfgangem Goethem. Ulrika zdědila třebívlický zámek a žila na něm až do smrti v roce 1899 a byla pochována na místním hřbitově u kostela sv. Václava. Po ní zámek přešel na jejího synovce barona Vojtěcha Raucha ze sousedních Pnětluk, který ho roku 1900 prodal městu Most. To zde zřídilo dětskou opatrovnu a od roku 1920 s výjimkou období druhé světové války v budově sídlí různé školy.

## Stavební podoba
Zámek je jednopatrová budova s obdélným půdorysem, ze které vystupuje ze zahradního průčelí dvoupatrový plochý rizalit s pilastry a římsami. V prvním patře rizalitu se nachází balkon na volutových konzolách.